# Derrick Sullivan
Derrick Sullivan (ur. 19 sierpnia 1930 w Newport, zm. 31 sierpnia 1983) – walijski piłkarz grający na pozycji obrońcy. Karierę seniorską zaczął w 1947 w Cardiff City, gdzie w ciągu 14 lat zanotował 276 występy i strzelił 18 goli. Następnie występował w Exeter City, Newport County, Hereford United, Ebbw Vale.
Grał dla reprezentacji Walii w latach 1953–1959, występując na mundialu 1958.